# Tilly Aston

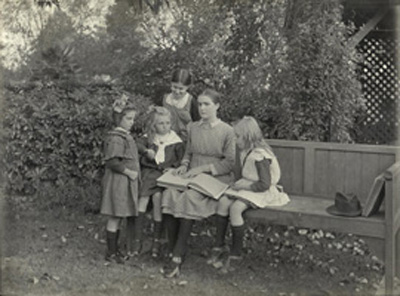
Tilly Aston, die Kindern in Melbourne Brailleschrift lehrt

Matilda Ann Aston (* 11. Dezember 1873 in Carisbrook, Victoria (Australien); † 1. November 1947 in Melbourne, Australien) war eine australische Blindenschriftstellerin, Pädagogin und Sozialreformerin. Sie war 1894 die Gründerin von Australiens erster Braille-Bibliothek, Australiens erste blinde Lehrerin, Mitbegründerin der Association for the Advancement of the Blind (jetzt Vision Australia Foundation) und die erste blinde Frau, die eine Universität in Australien besuchte.

## Leben und Werk
Aston war das jüngstes von acht Kindern des Schuhmachers Edward Aston und seiner Frau Anne, die 1855 aus Gloucestershire nach Südaustralien ausgewandert und zwei Jahre später nach Carisbrook gezogen waren. Aston wurde mit einer Sehbehinderung geboren und erblindete kurz vor ihrem siebten Geburtstag vollständig. Sie besuchte eine Privatschule, wo sie lernte, aus großformatigen Büchern zu lesen, Gedichte zu lesen und auswendig zu lernen. 1881 starb ihr Vater und ihre Mutter arbeitete als Bezirkskrankenschwester, um die Familie zu ernähren. Thomas James, ein blinder Wandermissionar, der durch das Land reiste, um blinden oder sehbehinderten Menschen zu helfen, führte sie in die Braille-Lesemethode ein.
Im Juni 1882 schrieb sich Aston am Victorian Asylum and School for the Blind in St. Kilda (Melbourne) ein. Mit sechzehn immatrikulierte sie sich und begann 1888 als erste blinde Australierin ein Kunststudium an der University of Melbourne. Der Mangel an Braille-Büchern zwang sie jedoch, das Studium im zweiten Jahr abzubrechen. Anschließend versuchte sie, als Musiklehrerin ihren Lebensunterhalt zu verdienen.

## Gründung der Victorian Association of Braille Writers und der Association for the Advancement of the Blind
Mit vielen Freunden, wie May Harrison und mit Hilfe der Australian Natives' Association gründete Aston 1894 die Victorian Association of Braille Writers, die später die Victorian Braille Library wurde. Danach gründete sie mit Freunden den Verein zur Förderung der Blinden und wurde dessen erste Sekretärin und 1947 dessen Präsidentin.
Diese Gruppe suchte und bildete Freiwillige aus und innerhalb von sieben Monaten lernten 93 Personen, Braille zu kopieren oder zu „transkribieren“. Jede Seite musste von Hand erstellt werden und Braille-Maschinen und Druckpressen ersetzten später Handrahmen.  In den 1900er Jahren machte ein normalgroßes Buch bis zu 10 große Braille-Bände aus. Ein wichtiger Teil des Braille-Bibliotheksdienstes bestand darin sicherzustellen, dass die Bücher allen Lesern zur Verfügung standen. Als Bücher an Ausleiher verschickt wurden, drängte Aston 1897 darauf, dass die Eisenbahn Braille-Bücher zum halben Preis beförderte, und 1899 war der Transport weltweit erstmalig kostenlos.
1913 bewarb sich Aston um die Stelle der Leiterin der Blindenschule im Erziehungsministerium. Nach ihrer Lehrerausbildung trat sie die Stelle an, wurde aber von einigen Mitarbeitern und Beamten des Royal Victorian Institute for the Blind, als Blinde nie  vollständig akzeptiert. Gleichzeitig wurde sie aufgefordert, ihre Verbindung zu den Blindengesellschaften, an deren Gründung sie mitgewirkt hatte, abzubrechen. Als sie 1925 nach einem leichten Schlaganfall und Sturz erkrankt in den Ruhestand treten musste, würdigte die Schulleitung ihre Verdienste verspätet mit der Ernennung zur Rätin auf Lebenszeit. Das Bildungsministerium zahlte ihr eine wöchentliche Zulage von 2 £ anstelle der Rente.

## Schriftstellerin
Als Autorin von Gedichten und Prosa veröffentlichte sie 1901 ihr erstes Buch und 1904 gewann sie den Wettbewerb des Prahran City Councils für eine Geschichte. Von 1901 bis 1940 veröffentlichte sie acht Gedichtbände und ihre Schriften wurden in viktorianischen Zeitungen veröffentlicht.  Sie korrespondierte mit Menschen auf der ganzen Welt auf Esperanto und war Herausgeberin und Hauptautorin von A Book of Opals, einem Braille-Magazin für chinesische Missionsschulen.
Als sie die Schule verließ, lebte sie bis etwa 1913 bei ihrer Mutter und ihrem Bruder. Nachdem ihr Bruder heiratete und ihre Mutter gestorben war, lebte sie in ihrem eigenen Haus in einem Vorort von Melbourne, in Windsor, wo  eine Haushälterin sie versorgte. Sie starb dort 1947 im Alter von 74 Jahren an Krebs.
Eine Sammlung ihrer Werke befindet sich in der Vision Australia Library.

## Ehrungen (Auswahl)
- September 1934: Jubiläumsmedaille von König George V.[6]
- 1935: Commonwealth-Stipendium
- 1936:  Krönungsmedaille, König George V.
- 2001:  Aufnahme in die Victorian Honor Roll of Women
- Tilly Aston Award für das Braille Book of the Year
- Benennung einer Rosenart nach Aston[7]
- Skulptur zu ihren Ehren in King's Domain in Melbourne, Victoria
- 1984 wurde im Bundesstaat Victoria einer von 150 Wahlkreisen, die zur Wahl des australischen Repräsentantenhauses genutzt werden, nach Aston benannt

## Veröffentlichungen (Auswahl)
- 1901: Maiden Verses
- 1905: The Woolinappers, or Some Tales from the By-Ways of Methodism
- 1924: Singable Songs
- 1935: Songs of Light
- 1940: The Inner Garden
- 1938: Old Timers
- 1946: The Memoirs of Tilly Aston: Australia's blind poet, author and philanthropist